# Joe Hart
Charles Joseph John Hart (* 19. dubna 1987, Shrewsbury, Anglie) je anglický fotbalový brankář a reprezentant, hráč skotského klubu Celtic FC, kam přestoupil v roce 2021 z Tottenhamu Hotspur. Hráč ukončil kariéru v roce 2024

## Reprezentační kariéra
V A-mužstvu Anglie debutoval 1. 8. 2008 v přátelském utkání v Port of Spain proti reprezentaci Trinidadu a Tobaga (výhra 3:0). Do úpadku jeho kariéry v roce 2016 byl dlouholetou jedničkou a oporou reprezentace Anglie.

## Úspěchy

### Klubové
Blackpool
- Vítěz play-off v League One v sezóně 2006/07

Manchester City
- Vítěz Premier League s Manchesterem City v sezónách 2011/12 a 2013/14
- Vítěz FA Cupu s Manchesterem City v sezóně 2010/11
- Vítěz Football League Cupu s Manchesterem City v sezónách 2013/14 a 2015/16
- Vítěz Community Shieldu s Manchesterem City v roce 2012

### Celtic FC
- Vítěz Scottish Premiership v sezónách 2022, 2023. 2024
- Vítěz Scottish Cup v sezónách 2022/2023 a 2023/2024

### Reprezentační
- Stříbrná medaile na Mistrovství Evropy ve fotbale hráčů do 21 let 2009

### Individuální
- Zlatá rukavice Barclays: 2010/11
- Premier League – brankář sezóny: 2009/10
- League Two – nejlepší brankář sezóny: 2005/06
- Hráč roku v Birminghamu City: 2009/10
- Výkon sezóny v Manchesteru City: 2010/11